# Francis (football, 1981)
Pour les articles homonymes, voir Francis.
Francisco Jesús Pérez Malia dit Francis est un footballeur espagnol, né le 17 décembre 1981 à Barbate en Espagne. Il évoluait au poste d'arrière droit.

## Palmarès
Xerez CD
- Vainqueur de la Liga Adelante en 2009